# Kazuyo Katsuma
Kazuyo Katsuma (勝間 和代, Katsuma Kazuyo) est une femme d'affaires et auteure japonaise née le 14 décembre 1968 à Tokyo. Ses livres sur le management personnel, la gestion de l'équilibre entre le travail et la vie privée, l'utilisation optimale de ses journées et l'égalité des sexes se sont vendus à plusieurs millions d'exemplaires au Japon.

## Biographie
Katsuma suit des études en commerce à l'université Keio, puis à l'université Waseda où elle obtient un master en finance. Elle travaille ensuite dans la finance pour Chase, McKinsey puis JPMorgan Chase.
En 1997, elle crée un forum web d'entraide pour les mères qui travaillent, appelé Les champs de blé (ムギ畑, mugi-hatake). Katsuma est mère de 3 enfants.
La communauté qu'elle rassemble autour du site croit et en 2005, le Wall Street Journal la nomme dans son classement The 50 Women to Watch 2005 des 50 femmes importantes pour 2005. Elle est récompensée pour son travail visant à l'amélioration de la vie des femmes au Japon,.
Katsuma devient ensuite éditorialiste sur les questions financières tout en restant auteure de livres à succès.
Katsuma s'est mariée à deux reprises avec deux hommes. En mai 2018, Katsuma déclare être en couple avec une autre femme, la militante des droits LGBT Hiroko Masuhara. Cette révélation prend une grande importance au Japon où les questions LGBT sont peu mentionnées,. Cependant, Masuhara a annoncé leur rupture le 11 novembre 2019. 